# Royston Park
Royston Park ist ein Ort auf der Insel Mustique, die dem Staat St. Vincent und die Grenadinen angehört. Der Ort liegt im zentralen Bereich der Insel. 